# Chehalis
Chehalis es una ciudad ubicada en el condado de Lewis en el estado estadounidense de Washington. En el año 2000 tenía una población de 7.057 habitantes y una densidad poblacional de 486,1 personas por km².

## Geografía
Chehalis se encuentra ubicada en las coordenadas 46°39′36″N 122°57′48″O / 46.66000, -122.96333.

## Demografía
Según la Oficina del Censo en 2000 los ingresos medios por hogar en la localidad eran de $33.482, y los ingresos medios por familia eran $41.387. Los hombres tenían unos ingresos medios de $32.289 frente a los $24.414 para las mujeres. La renta per cápita para la localidad era de $15.944. Alrededor del 19,8% de la población estaban por debajo del umbral de pobreza.